# Municipio de Garfield (condado de Ottawa)
El municipio de Garfield (en inglés: Garfield Township) es un municipio ubicado en el condado de Ottawa en el estado estadounidense de Kansas. En el año 2010 tenía una población de 95 habitantes y una densidad poblacional de 1,01 personas por km².

## Geografía
El municipio de Garfield se encuentra ubicado en las coordenadas 39°10′6″N 97°45′10″O / 39.16833, -97.75278. Según la Oficina del Censo de los Estados Unidos, el municipio tiene una superficie total de 93.76 km², de la cual 93,71 km² corresponden a tierra firme y (0,06 %) 0,05 km² es agua.

## Demografía
Según el censo de 2010, había 95 personas residiendo en el municipio de Garfield. La densidad de población era de 1,01 hab./km². De los 95 habitantes, el municipio de Garfield estaba compuesto por el 100 % blancos. Del total de la población el 0 % eran hispanos o latinos de cualquier raza.